# Cubelles
Cubelles ist eine Stadt in der Autonomen Gemeinschaft Katalonien in der Provinz Barcelona. Sie liegt in der Comarca Garraf im Nordosten Spaniens am Riu Foix, der unmittelbar westlich des Ortes ins Mittelmeer in einem kleinen Delta mündet.

## Kultur und Sehenswürdigkeiten
Sehenswert ist die Kirche Santa Maria von 1700 mit ihrem typischen Glockenturm von 1765. Das Castell Marquesos d’ Alfarràs wurde im Jahre 1675 auf den Resten des alten Castillos von Cubelles erbaut. Seit der Renaturierung ist das Flussdelta des Riu Foix, der westlich des Stadtkerns ins Mittelmeer mündet, zu einer kleinen naturkundlichen Attraktion geworden. Das Museo Charlie Rivel bieten einen Überblick über das Leben und Wirken des berühmten Clowns, der in Cubelles beheimatet war.

## Wirtschaft, Tourismus und Verkehr
Bis zu Beginn der 1990er Jahre existierte im Delta des Riu Foix ein Zeltplatz namens Camping Paradiso, der auch bei vielen deutschen Touristen beliebt war.

## Persönlichkeiten
- Teresa Mañé Miravet (1865–1939), Pädagogin und Verlegerin
- Charlie Rivel (1896–1983), Clown

## Städtepartnerschaft
- Arles-sur-Tech (Frankreich)